# Podbela
Podbela (Duits: Billach) is een plaats in Slovenië en maakt deel uit van de gemeente Kobarid in de NUTS-3-regio Goriška. De plaats telde 62 inwoners op 1 januari 2020.

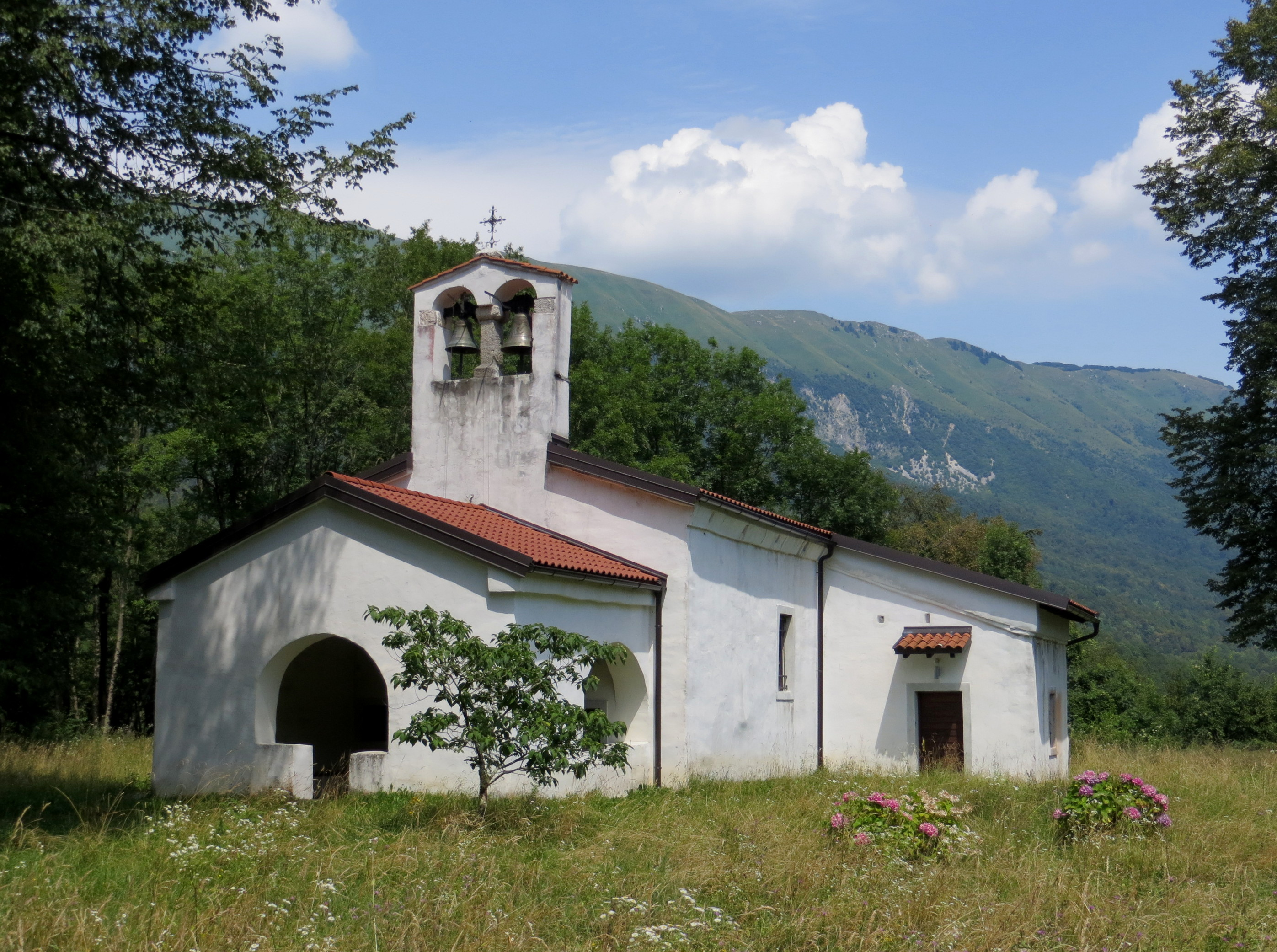
Dorpskerk